# 2008年夏季残疾人奥林匹克运动会科特迪瓦代表团
2008年夏季残疾人奥林匹克运动会科特迪瓦代表团是科特迪瓦派出的2008年夏季残疾人奥林匹克运动会代表团。未获得奖牌。